# Pasaquina
Pasaquina est une municipalité du département de La Unión au Salvador.

## Histoire
À l'époque précolombienne, le territoire était habité par des groupes mayas appelés les Uluas. 
Pasaquina a été rattachée à San Alejo en 1786. Au XIXe siècle, la région a été incorporée au département de San Miguel (1824) puis annexée au département de La Unión (1865). Elle a obtenu le titre de ville en 1872, et le titre de cité en 1920. 